# Szerokie (województwo lubelskie)
Szerokie – wieś w Polsce położona w województwie lubelskim, w powiecie lubelskim, w gminie Konopnica.
W latach 1975–1998 miejscowość administracyjnie należała do ówczesnego województwa lubelskiego.
1 stycznia 1989 część wsi (34,46 ha) włączono do Lublina.
Wieś stanowi sołectwo gminy Konopnica. Według Narodowego Spisu Powszechnego z roku 2011 wieś liczyła 599 mieszkańców.